# Mirollia elegantia
Mirollia elegantia är en insektsart som beskrevs av Andrej Vasiljevitj Gorochov 2005. Mirollia elegantia ingår i släktet Mirollia och familjen vårtbitare. Inga underarter finns listade i Catalogue of Life.